# Alexander von Kameke (Finanzrat)
Johann Hermann Friedrich Alexander von Kameke (* 9. April 1743; † 6. April 1806) war ein preußischer Geheimer Oberfinanz-, Kriegs- und Domänenrat, Direktor der Kur- und Neumärkischen Ritterschaft sowie Kommandator des Johanniterordens.

## Herkunft
Alexander entstammte dem pommerschen Uradelsgeschlecht von Kameke. Er war der Sohn des Grafen Friedrich Paul von Kameke (1711–1769) und dessen Ehefrau Marie, geborene Gräfin von Golowkin (1718–1787). Der Vater war Herr auf Strachmin, Strippow und weiteren Gütern, unter anderem auf Schloss Prötzel Oberbarnim, sowie preußischer Schlosshauptmann und Rittmeister im Regiment Gensdarmes. Im Sommer 1740 war er durch Friedrich II. in den preußischen Grafenstand erhoben worden.
Von 1777 bis 1782 war er Direktor am Kur- und Neumärkisches Ritterschaftliches Kreditinstitut mit Sitz in Berlin.

## Familie
Kameke hatte sich am 26. Januar 1769 in Berlin mit Marie Amalie Wilhelmine Gräfin zu Lynar (1753–1830) verheiratet, von der er sich später aber scheiden ließ. Aus der Ehe ging der Sohn Rochus Aemilius Heinrich Albert (1769–1848) hervor.